# Dusanbei nemzetközi repülőtér
A Dusanbei nemzetközi repülőtér (IATA: DYU, ICAO: UTDD) Tádzsikisztán egyetlen nemzetközi repülőtere, mely a főváros, Dusanbe keleti részén fekszik. A dusanbei repülőtér a bázisrepülőtere az  East Air, a Somon Air és a Tajik Air légitársaságoknak.

## Forgalom
Az utasforgalom az elmúlt években az alábbi módon változott:
| Utasok száma | 384 000 | 602 000 | 783 000 | 925 000 | 1 228 869 | 1 135 000 | 1 156 000 | 1 304 800 | 1 340 692 | 1 422 204 |
|              | 1965    | 1970    | 1975    | 1980    | 2013      | 2015      | 2016      | 2017      | 2018      | 2019      |

## Légitársaságok és úticélok
2024-ben a Dusanbei nemzetközi repülőtérről az alábbi járatok indulnak:
| Légitársaság            | Célállomások |
| ----------------------- | --- |
| Air Astana              | Almati |
| Avia Traffic Company    | Bishkek |
| Azerbaijan Airlines     | Baku |
| China Southern Airlines | Ürümqi |
| FlyArystan              | Asztana |
| flydubai                | Dubai–International |
| Jazeera Airways         | Kuwait City |
| Kam Air                 | Kabul |
| S7 Airlines             | Novoszibirszk |
| Somon Air               | Asztana (kezdődik 2024. április 2.), Almati, Delhi, Dubai–International, Frankfurt, Irkutszk, Islamabad, Isztambul, Kazany, Khujand, Krasznojarszk–Jemeljanovo, Mahacskala, Moszkva-Domogyedovó, Moszkva-Zsukovszkij, München, Novoszibirszk, Orenburg, Szentpétervár, Szamara, Szocsi, Taskent, Teherán–Imam Khomeini, Ürümqi, Jekatyerinburg Szezonális charter: Sarm es-Sejk, Jereván |
| Turkish Airlines        | Isztambul |
| Turkmenistan Airlines   | Szezonális: Aşgabat |
| Ural Airlines           | Irkutszk, Moszkva–Zsukovszkij, Nizhnevartovsk, Szentpétervár, Szocsi, Ufa, Volgograd, Jekatyerinburg Szezonális: Cseljabinszk, Kazany, Szamara |
| Utair                   | Moszkva–Vnukovo |
| Uzbekistan Airways      | Taskent |
| Varesh Airlines         | Meshed, Teherán–Imam Khomeini |